# Malarioterapia

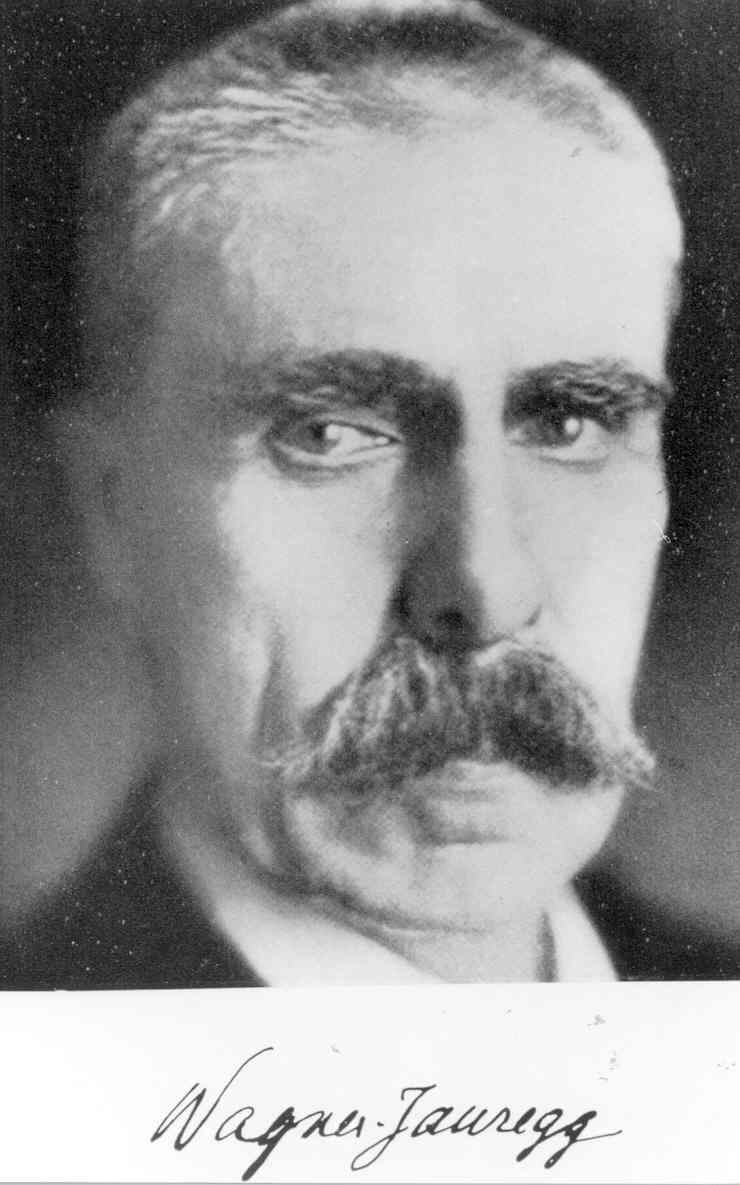
Julius Wagner-Jauregg, il medico austriaco che propose il protocollo terapeutico e che fu insignito, nel 1927, del Premio Nobel per la medicina.

La malarioterapia è un trattamento sanitario che consiste nel provocare nei pazienti un'infezione malarica. Fu introdotta nel trattamento dei disturbi mentali nel 1917 da Julius Wagner-Jauregg sulla base dell'osservazione che le manifestazioni terminali della paralisi progressiva dovuta alla sifilide si riscontravano molto raramente nei paesi in cui la malaria era endemica. Il medico austriaco ricevette il Premio Nobel per la medicina nel 1927 per l'introduzione di questo protocollo terapeutico. La malarioterapia cadde in disuso negli anni quaranta, dopo la scoperta delle proprietà antibiotiche della penicillina e il suo utilizzo contro le malattie infettive di natura batterica.

## Storia
La proposta di Wagner-Jauregg erano forme di piretoterapia, protocolli terapeutici per diverse malattie basati sull'inoculazione di sostanze o su metodi elettrofisici che provocano febbre. Egli iniziò i suoi studi sulla terapia febbrile nel 1887, infettando i pazienti psicotici con l'erisipela, tuttavia con risultati fallimentari. Successivamente provò a utilizzare la tubercolina nel trattamento della paralisi progressiva secondaria a sifilide, allora definita "paresi generale", ottenendo in molti casi una remissione dei sintomi e un allungamento della vita dei pazienti.
Del 1917 è il suo primo tentativo di curare la malattia mediante l'inoculo di sangue infettato con Plasmodium vivax. Sei dei nove pazienti trattati mostrarono segni di remissione e in tre di questi la remissione fu duratura. L'anno successivo, il tentativo fatto con l'utilizzo di Plasmodium falciparum ebbe invece esiti disastrosi, con tre pazienti su quattro trattati che morirono nel giro di qualche settimana nonostante ogni tentativo terapeutico. Il razionale che stava dietro alla terapia febbrile, basata sull'indurre febbre a scopo curativo, era che l'agente eziologico della sifilide, il Treponema pallidum, perdeva la propria patogenicità quando sottoposto a temperature elevate per sufficiente tempo.
Nei manicomi si osservò che pazienti malati di malaria erano più tranquilli e lucidi dopo l'accesso febbrile e un gran numero di pazienti fu sottoposto a questa terapia. Il paziente veniva infettato tramite puntura della zanzara o inoculandogli sangue malarico e sottoposto a un ciclo di almeno 8-10 accessi febbrili con temperatura corporea superiore ai 39 °C, seguito poi dalla somministrazione di chinino per il trattamento della malaria. Le prime applicazioni estensive di tale protocollo terapeutico, anche in associazione con neosalvarsan, mostrarono risultati importanti, con elevate percentuali di remissione completa, a fronte di una bassa mortalità attribuibile alla malarioterapia, portando a pensare che tale trattamento portasse effettivi benefici.
Tuttavia gli studi clinici del tempo non furono condotti in modo ottimale, non essendo né controllati, né randomizzati e mancando una definizione univoca di remissione e di miglioramento delle capacità cognitive. Ciononostante, la fiducia sul funzionamento di questo tipo di terapia la portò a essere utilizzata anche nel trattamento della schizofrenia, dell'oligofrenia, delle psicosi post-encefalitica ed epilettica e della mania acuta, tuttavia senza i risultati ritenuti straordinari riscontrati con la neurosifilide.
Gli effetti collaterali, ritenuti allora rari e presenti soprattutto nei pazienti gravi, comprendevano rottura della milza, danni epatici e ittero, vomito incoercibile, cefalea, allucinazioni e delirio.
La malarioterapia ha ormai soltanto un significato storico, in quanto caduta in disuso dopo la scoperta della penicillina e il suo utilizzo nel trattamento della sifilide. Per quanto riguarda il trattamento dei disturbi psichiatrici, la malarioterapia fu sostituita da nuove procedure basate sullo shock, tra cui quello da somministrazione di insulina (il cosiddetto shock insulinico) e la terapia elettroconvulsivante. Permasero comunque altre forme di piretoterapia usate in diverse malattie, ma anche questi trattamenti sono oggi in disuso.

## Altre ipotetiche applicazioni
La malarioterapia è stata proposta negli anni novanta tra gli altri da Henry Heimlich, inventore della manovra che da lui prende il nome, come possibile trattamento per l'infezione da HIV e per la malattia di Lyme. In particolare alcuni ricercatori ritengono che, nell'AIDS, l'aumentata produzione di citochine possa indurre una modificazione dei sottogruppi di linfociti T, in modo da poter trattare i pazienti con concentrazione di CD4 compresa tra i 200 e i 500 per μL. Questo tipo di trattamento suscitò in quegli anni la preoccupazione da parte dei Centers for Disease Control and Prevention degli Stati Uniti, a seguito di casi di infezione volontaria con Plasmodium vivax ottenuto illegalmente, a causa dei rischi sia per i soggetti infettati, sia per la comunità.